# ديزي هيز
إميلي شارب (من مواليد 11 آيار1983) هي مصارعة أمريكية محترفة سابقة معروفة تحت اسم الحلقة ديزي هيز. اشتهرت بوقتها في الدائرة المستقلة، حيث قدمت عروضًا للعديد من العروض الترويجية مثل تشيكارا و خاتم الشرف و الرياضيات وميض النساء، حيث كانت بطلة فريق العلامات لمرة واحدة.

## مهنة المصارعة المحترفة

### لاول مرة وبطولة بوابة المصارعة (2002)
تم تدريب هيز بواسطة كيد كاش وديلوريس. تكرم هيز مرشديها، وخاصة ديلوريس، في الحلبة من خلال تقليد بعض سلوكياتهم، ولا سيما خطاب ديلوريس غير المتماسك وأداء بعض حركات المصارعة المميزة الخاصة بهم. في آذار 2002، ظهرت لأول مرة في بطولة بوابة المصارعة ومقرها في ولاية ميسوري باستخدام وسيلة للتحايل هيبي ستونر. الحيلة هي تكريم لوالدها الذي كان من الهيبيين، وتوفي عندما كانت في الخامسة عشرة من عمرها، واسم الحلقة هو نتاج خيال أختها، بعد أن أرادت تغيير اسمها قانونيًا إلى ديزي هايز على اسم مغني سافاج جاردن دارين هايز.  في نفس الوقت تقريبًا بدأت السيدة تشيف العمل في نفس الحملة الترويجية وبدأ الاثنان العمل معًا داخل الحلبة. بدأت هيز أيضًا العمل في آي دبليو اي منتصف الجنوب كخادم لـ مات سيدال، ثم انتقل للمنافسة في قسم السيدات.

### رابطة المصارعة المستقلة في منتصف الجنوب (2003-2008)
ظهرت هيز لأول مرة في آي دبليو اي في عام 2003، كمديرة لـ مات سيدال، لكنها سرعان ما أصبحت تتصارع في القسم النسائي الذي تم إنشاؤه حديثًا. كانت أول مباراة لها ضد ميكي ناكلز في حدث الانتقام يقدم بارد في 23 أكتوبر. في مايو 2004، تم تقديم بطولة ان دبليو اي الغرب الأوسط للسيدات، وتم تنظيم بطولة في عرض بنات البركان لتحديد البطل الافتتاحي. هزمت هيز سومي ساكاي في الجولة الأولى ورآين في الجولة الثانية، لكنها خسرت في نهائي ثلاثي، عندما تغلبت لاسي عليها وعلى مرسيدس مارتينيز.
تم دمج بطولة ان دبليو اي للسيدات وبطولة آي دبليو اي منتصف الجنوب للسيدات في أوائل عام 2005، وفازت هيز بالبطولة من ارييل في تحدي ستة حزم في حدث جيفين إم دا بيزنيس في 12 فبراير 2005. ولكن بعد ثلاثة أشهر، أسقط هيز البطولة لصالح السيدة شيف في 7 مايو. واصلت هيزالظهور بشكل متقطع في آي دبليو اي منتصف الجنوب، وفي وقت ما ارتدت ملابس من طراز ديلوريس وأطلقت على نفسها اسم شيلوريس في مباراة ضد ميكي ناكلز في 9 تموز2005. في 2 آيار2008، استحوذ هيز على البطولة للمرة الثانية بعد فوزه على حامل اللقب ناكلز وسارة ديل راي في مباراة ثلاثية.  تنافست هيز في بطولةنساء البركان2 ولكن تم إقصائها في الدور نصف النهائي على يد ناكلز. الفائز بالبطولة، راشيل سمرلين، حصل على لقب ضد هيز في ملك مباريات الموت.  لكن سمرلين لم تحصل على مباراة البطولة الخاصة بها، وفي نهاية عام 2008 تم إلغاء تنشيط البطولة. 

### خاتم الشرف (2004–2011)
في نفس الوقت تقريبًا الذي ظهرت فيه لأول مرة في آي دبليو اي الجنوب الاوسط، ظهرت هيز وسيدال لأول مرة في خاتم الشرف في أوائل عام 2004. في ذلك الوقت، لم تكن المصارعة النسائية ممارسة شائعة للترقية، لكن هيز انخرطت في برنامج داخل الحلبة مع أليسون دينجر، التي كانت تقضي وقتًا بعيدًا عن النبوءة. بعد فترة وجيزة أصبح أليسون دينجر.عضوًا في الجيل القادم عندما انضم سيدال إلى الفصيل. فيتشرين الثاني 2005 في عرض ثأر التابع لـ خاتم الشرف، تمكنت من إدارة الجيل القادم و إيه جيه ستايلز (الذي حل محل رودريك سترونج ) في حرب ثمانية رجال ضد السفارة . انضمت جيد تشونغ إلى هيز التي تحررت من الإيذاء العقلي على يد السفارة منذ أن أصبحت صديقة سترونج كايفابي. خلال حرب الثمانية رجال، قام الأمير نانا، من السفارة، بسحب هيز إلى الحلبة من شعرها. تصدى أوستن أريس وسيدال للكرة فقط ليقوم هيز بتشغيلهما بينما قامت بضرب كلا الرجلين بشكل منخفض وشرعت في تقديم رحلة ذهنية إلى جايد تشونغ قبل الوقوف إلى جانب الأمير نانا.  بقيت مع الإسطبل حتى تم حله في سبتمبر 2006، وبعد ذلك تحولت إلى مفضلة لدى المعجبين وانضمت إلى بي جي ويتمر وكولت كابانا في حربهم مع لاسي وجيمي جاكوبس وبرنت أولبرايت.

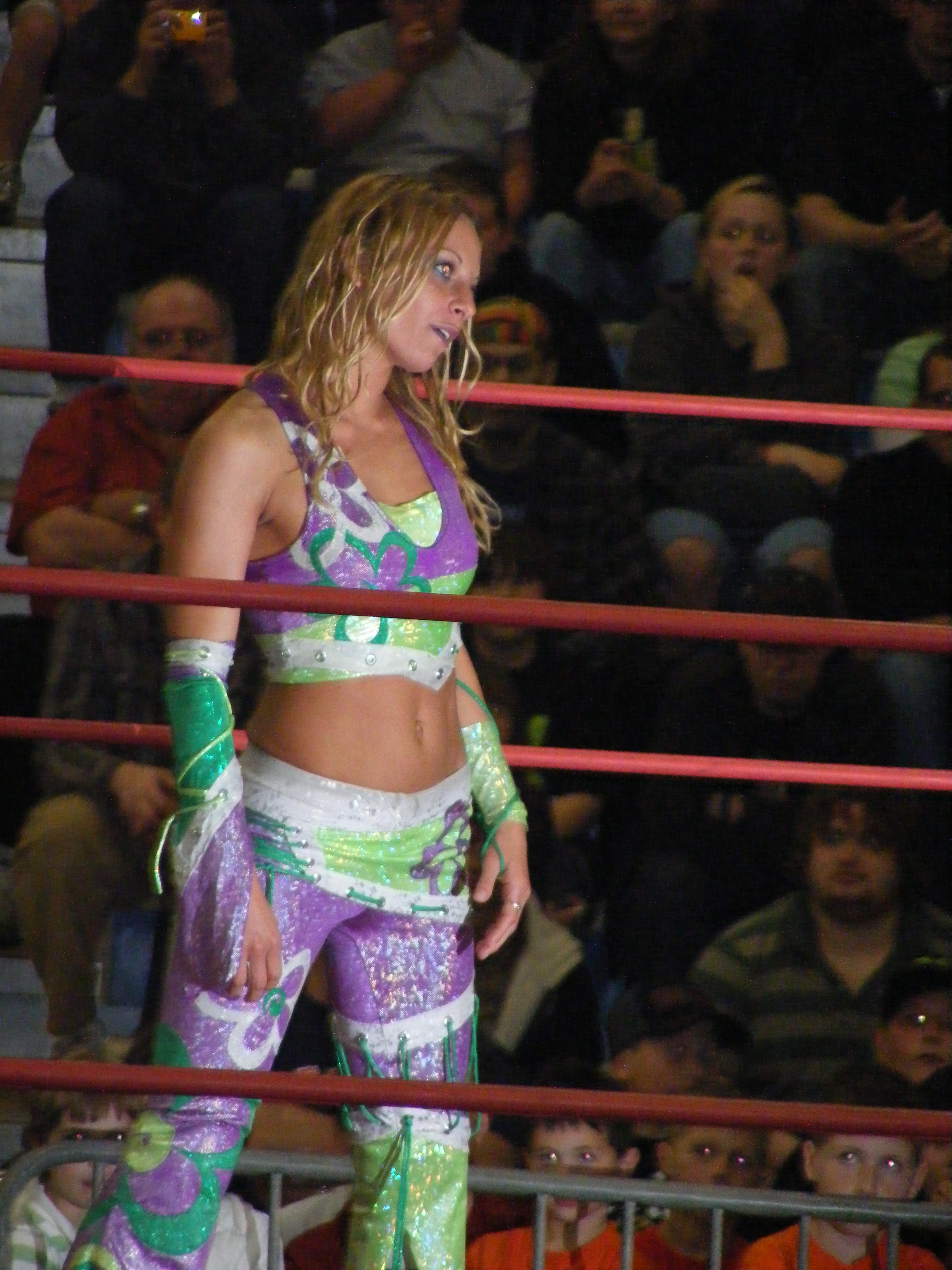
هيز في الحلبة عام 2008

خارج الترويج، كان لدى هيزمنافسة مستمرة مع لاسي والتي تم نقلها إلىخاتم الشرف. في العرض المخصص في كانون الثاني 2007، تعاونت هيز مع ويتمير وكابانا في مباراة مكونة من ستة أشخاص ضد لاسي وجاكوبس وأولبرايت. فاز جاكوبس ولاسي وأولبرايت بالمباراة بعد أن وضع جاكوبس هيز عبر الطاولة.  استمر الخلاف على مدار مهرجان السنة الخامسة لـ خاتم الشرف. في إعادة مباراة من العرض المخصص، باستثناء استبدال آدم بيرس لأولبرايت، فازت هيز وفريقها في قتال الشوارع.  لكن بعد ستة أيام، تعرض هيز للهزيمة في مباراة فردية على يد لاسي، بعد تدخل جاكوبس. 
في صيف عام 2007، بدأ هيز في الخلاف مع سارة ديل راي التي كانت حاملة لقب بطلة شيمر. تقاتل الاثنان في مناسبات عديدة، عادةً مع عدم وجود البطولة على المحك. جاءت أول مباراة في البطولة لـ هيز في عام 2008 في عرض الذكرى السادسة لـ خاتم الشرف، حيث احتفظ ديل ري بالبطولة.  توسع الخلاف مع ديل ري ليشمل الحلو و المر، الفصيل الذي كان ديل ري عضوًا فيه، ونتيجة لذلك، جاء ديلوريسس لمساعدة هيز. اشتعل التنافس بين هيزمع لاسي، الذي أصبح جزءًا من عصر السقوط، من جديد. بدأت ديلوريس بالكشف عن نواياها الرومانسية تجاه هيز، لكنها رفضته، مما دفع ريت تيتوس للادعاء بأنه نام مع هيز، الذي نفى ذلك. بعد رؤية لقطات لـ هيزو تيوس معًا، انضم ديلوريسإلى عصر السقوط، على الرغم من أنه غادر بعد ذلك بوقت قصير عندما حاول جاكوبس رفع هيز، لكن ديلوريس انقلب على زملائه المستقرين وأنقذ هيز. 
في عام 2009، وقعت خاتم الشرف صفقة تلفزيونية مع اتش دي نت لعرض المصارعة العرضي الأسبوعي حلقة المصارعة الشرفية، بدءًا من 21 آذار 2009  تصارعت هيز في العرض الثاني الذي تم بثه في 28 آذارحيث خسرت أمام ديل راي بعد الفراشة الملكية. في العرض الرابع، الذي تم بثه في 11 نيسان، تعاونت مع نيفيه لهزيمة ديل راي وساسي ستيفي. في الحلقة الثامنة من خاتم الشرف على اتش دي نت، والتي تم بثها في 9 آيار، تعاونت ديزي هيز مع ديلوريس لمواجهة بطل وميض السيدة تشف وشريكها في فريق العلامة جيمي جاكوبس في مباراة حيث قامت هيز بتثبيت بطل وميض برحلة ذهنية. كجزء من الحلقة 11، التي تم بثها في 30 آيار، شاركت في مباراة ثلاثية ضد بطلة الوميض السابقة سارة ديل ري وبطلة الوميض الحالية السيدة شيف. فازت السيدة تشيف بهذه المباراة في النهاية، حيث قامت بتثبيت هيز باستخدام تدنيس. عادت في الحلقة السابعة عشر التي تم بثها في 11 تموز، حيث تعاونت مرة أخرى مع نيفيه وخسرت أمام فريق السيدة شيف وسارة ديل ري. منذ عام 2009، هي واحدة من اثنين من المدربين الرئيسيين في أكاديميةخاتم الشرف للمصارعة، والمدرب الرئيسي الآخر هو ديلورس. لم تظهر في خاتم الشرف منذ 2 نيسان2011.

## الروابط الخارجية
- ملف تعريف مصارعة المجد